# Снефрідур Йоруннардоттір
Снефрідур Йоруннардоттір (ісл. Snæfríður Jórunnardóttir; нар. 31 жовтня 2000) — ісландська плавчиня. Представляла Ісландію на чемпіонаті світу з водних видів спорту 2019 року, що проходив у Кванджу, Південна Корея. Брала участь у жіночих змаганнях на 100 метрів вільним стилем та на 200 метрів вільним стилем. В обох змаганнях не кваліфікувалася для участі у півфіналі. 
Брала участь на літніх Олімпійських іграх 2020 у Токіо, де була прапороносцем країни на церемонії відкриття.